# Attapeu
Attapeu, ou Attopeu (laotien ອັດຕະປື), est une ville du sud du Laos, chef-lieu de la province d'Attapeu. Elle est aussi connue sous le nom de Samakhi Xai.

## Géographie
Elle est située à 93 m au-dessus du niveau de la mer, dans une boucle de la Se Kong (Tonle Kong en cambodgien). Elle est accessible par la route depuis Sékong, au nord et depuis le Viêt Nam, à l'est. Elle dispose aussi d'un aéroport (code AITA : AOU).

## Personnalité
L'ancien président du Laos, Choummaly Sayasone (élu en 2006), est né à Attapeu en 1936.